# Radiotelevisione svizzera di lingua italiana
La Radiotelevisione svizzera di lingua italiana (Radiotelevisión suiza de lengua italiana, RSI) es una empresa suiza que se ocupa de la difusión de programas de radio y televisión en el territorio de la Suiza italiana. Está constituida como filial de la SRG SSR, con sede en Berna, y se dirige a los 350.000 habitantes del Cantón del Tesino, del Cantón de los Grisones, del norte de Italia y a los italohablantes que viven al norte de Suiza.
Tanto la radio como la televisión tienen su sede administrativa en la calle Canevascini, en Lugano-Besso, mientras que la sede operativa y el centro de producción de la RSI se sitúa en Comano (5 km al norte de Lugano).
La radiotelevisión suiza está mayormente financiada por la tasa por el servicio de recepción (75%) y en menor parte por la publicidad, la esponsorización y las actividades comerciales (25%).

## Historia
La RSI (Radio svizzera di lingua Italiana) se crea en 1936, cuando empieza sus primeras emisiones de radio para el cantón del Tesino y el sur de los Grisones. Las primeras emisiones de televisión empiezan en 1961 con la aparición de la TSI (Televisione svizzera di lingua italiana), ocho años después de los comienzos de la televisión experimental en Zúrich y Ginebra. La cadena pasa a emitir en color en 1968.
Durante los años 1970, mientras la televisión en Italia vivía todavía bajo el monopolio de la RAI, la televisión suiza italiana representaba para los lombardos y los piamonteses la única y verdadera alternativa. Su señal podía ser captada hasta Milán. Varios personajes importantes de la historia de la televisión italiana como Corrado, Mina, Enzo Tortora y el fundador de la primera televisión libre italiana, Telebiella, Peppo Sacchi, han trabajado en la RSI.
La RSI lanza dos nuevas cadenas de radio temática, una cultural, en 1985 (Rete 2), y la otra orientada al público juvenil, en 1989 (Rete 3).
En 1997 se crea un segundo canal de televisión llamado TSI 2. Con dicha creación, el primer canal de la TSI pasa a llamarse TSI 1.
En diciembre de 2005, la RSI empieza a transmitir sus programas en formato digital gracias al sistema DAB en la autopista del San Gotardo. El 24 de julio de 2006, a las 12h45, la SSR apaga los emisores analógicos de televisión del cantón del Tesino, convirtiéndose en la primera región suiza en recibir la televisión únicamente por televisión digital terrestre. El fin de la señal analógica priva de facto a todos los italianos del norte a recibir la RSI, con la excepción de los que viven en zonas cercanas a Suiza, que pueden captar de ahora en adelante las dos cadenas de la RSI en digital.

## Dirección
| La dirección está compuesta por: |
| --- |
| - Maurizio Canetta (Director) - Milena Folletti (Responsable Programas e Imágenes y suplente del director) - Diana Segantini (Responsable Cultura y miembro del Comité directivo) - Mariapia Bernasconi (Responsable Entretenimiento y miembro del Comité directivo) - Enrico Carpani (Responsable Deporte y suplente del director) - Reto Ceschi (Responsable Información y miembro del Comité directivo) - Giuseppe Gallucci (Responsable Finanzas y Administración y miembro del Comité directivo) |

## Canales
RSI administra en este momento tres canales de radio y dos de televisión:
- Rete Uno es la cadena de radio más escuchada de la Suiza italiana. Es un canal generalista dedicado a un amplio espectro social, hecho que se refleja en su cuota de mercado, un 51,1% en el primer semestre de 2006.
- Rete Due es una cadena de radio dedicada a la cultura y cuenta con una cuota de mercado de un 6,8%.
- Rete Tre, la otra cadena de radio, se dirige sobre todo a los oyentes más jóvenes, como una cadena orientada a la música. Su cuota de mercado asciende a un 13,3%.
- RSI La 1 (anteriormente TSI 1) es una cadena de televisión generalista. Su cuota de mercado asciende a un 23,7%.[4]
- RSI La 2 (anteriormente TSI 2) retransmite principalmente acontecimientos deportivos, y tiene una cuota de mercado del 9,4%.[4]

## Recepción
En el Tesino y en los municipios italófonos de los Grisones, así como en las zonas fronterizas de Italia, se reciben todos los programas de radio de RSI en VHF. Además, Rete Uno se emite en VHF en las demás zonas de Suiza, y también es posible la recepción en frecuencia de onda media. La RSI LA1 y la RSI LA2 se reciben en la Suiza italiana en DVB-T, pues la difusión analógica finalizó en 2006. En la Suiza alemana y en Romandía sólo se recibe RSI LA1 de forma terrestre en DVB-T.
Todos los canales de la RSI se emiten también por el satélite Eutelsat Hotbird.

## Iniciativa No Billag (2017-2018)
El 4 de marzo de 2018 la mayoría de los electores suizos (el 71,6%) votaron en contra de la iniciativa «Sí a la abolición del canon de televisión». Esta iniciativa preveía la abolición de la tasa que los ciudadanos suizos de las cuatro regiones lingüísticas pagan anualmente por el servicio de recepción, la llamada billag, y prohibía la financiación pública de la radiodifusión por parte de la Confederación. Dicha tasa constituye el 75% de las entradas de la RSI.